# Јесенице (Брежице)
Јесенице (словен. Jesenice) су насељено место у општини Брежице, Посавска регија, Словенија.

## Историја
До територијалне реорганизације у Словенији биле су у саставу старе општине Брежице.

## Становништво
У попису становништва из 2011. године, Јесенице су имале 204 становника.
| Број становника према пописима | Број становника према пописима | Број становника према пописима |
| ------------------------------ | ------------------------------ | ------------------------------ |
| 1991                           | 2002                           | 2011                           |
| 211                            | 213                            | 204                            |

Напомена: У 2018. промењена је граница и подручје насеља Јесенице, што је последица поравнања државне границе између Словеније и Хрватске.